# اشتراكية دينية
الاشتراكية الدينية هو مصطلح يستخدم لوصف شكل من أشكال الاشتراكية التي تستند إلى القيم الدينية. يدعي عدة أصحاب ديانات رئيسية أن معتقداتهم الدينية تتناسب مع المبادئ الاشتراكية. نتيجة لذلك، نمت الحركات الدينية الاشتراكية داخل هذه الأديان. وتشمل هذه الحركات :
- الإشتراكية البوذية
- الإشتراكية اليهودية
- الإشتراكية المسيحية
- الإشتراكية الإسلامية